# Liste bekannter Personen Sardiniens
Die Liste bekannter Personen Sardiniens gibt einen Überblick über Personen, die von Sardinien stammen, die sardische Vorfahren haben oder deren Wirken für Sardinien von Bedeutung ist, und über die es in der deutschsprachigen Wikipedia einen Artikel gibt. Da Sardinien im Lauf seiner Geschichte von verschiedenen Völkern erobert wurde, die sich im Lauf der Jahrhunderte gemischt oder Sardinien wieder verlassen haben, bezeichnet der Begriff „Sarde“ nicht eine Ethnie, sondern dient als Herkunftsbezeichnung.

## Gebürtige Sarden

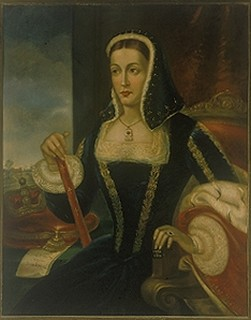
Eleonora di Arborea

- Lucifer von Calaris († 371), Bischof von Cagliari
- Hilarius (Papst) († 468), Papst von 461 bis 468
- Symmachus (Papst) († 514), ab 498 Papst
- Eleonora di Arborea (1350–1404), ab 1383 Regentin Sardiniens für ihren Sohn Frederick
- Domenico Millelire (1761–1827), Marinesoldat, Kommandant des Marinestützpunktes von La Maddalena
- Effinio Cugia (1818–1872), General
- Grazia Deledda (1871–1936), Schriftstellerin, zählte zu den bedeutendsten Autorinnen der italienischen Literatur
- Luigi Efisio Marras (1888–1981), General, Militärattaché in Berlin, Generalstabschef
- Emilio Lussu (1890–1975), Offizier, Autonomist, Antifaschist, Minister, Schriftsteller
- Antonio Gramsci (1891–1937), Schriftsteller, Politiker und Philosoph, ein Theoretiker des Sozialismus, Kommunist und Antifaschist
- Antonio Segni (1891–1972), Politiker, 1955–1957 und 1959–1960 Ministerpräsident von Italien
- Clemente Biondetti (1898–1955), Rennfahrer
- Primo Longobardo (1901–1942), Marineoffizier
- Salvatore Satta (1902–1975), Jurist und Schriftsteller
- Costantino Nivola (1911–1988), Künstler, Fassadengestalter, Bildhauer, erfand 1948/49 die Technik des Zementgusses auf modelliertem Sand, ab 1962 Professor für Kunstwissenschaft an der Columbia University
- Maria Gabriella Sagheddu (1914–1939), Trappistin, in der Katholischen Kirche als Selige verehrt
- Giovanni Cogoni (1916–2007), römisch-katholischer Bischof
- Giovanni Lilliu (1914–2012), Archäologe
- Enrico Berlinguer (1922–1984), Politiker, langjähriger Generalsekretär der Italienischen Kommunistischen Partei
- Francesco Cossiga (1928–2010), Politiker, 1979–1980 Ministerpräsident, 1985–1992 Staatspräsident
- Giuseppe Pittau (1928–2014), 1981–1983 kommissarischer Leiter der Societas Jesu, ab 1998 Titularerzbischof von Castro di Sardegna
- Maria Giacobbe (* 1928), Schriftstellerin und Kuratorin
- Pier Angeli (1932–1971), Schauspielerin
- Maria Carta (1934–1994), Schauspielerin und Sängerin
- Gavino Ledda (* 1938), Schriftsteller
- Giulio Angioni (1939–2017), Schriftsteller und Anthropologe
- Carlo Cercignani (1939–2010), Mathematiker und Physiker, Professor an der Politecnica in Mailand
- Antonello Salis (* 1950), Jazzmusiker
- Renato Soru (* 1957), Gründer der Telekommunikationsfirma Tiscali, 2004–2008 Präsident der italienischen Region Sardinien
- Gianfranco Zola (* 1966), Fußballspieler, beendete seine Karriere 2004 beim US Cagliari
- Caterina Murino (* 1977), Schauspielerin

## Personen, die auf Sardinien gewirkt haben

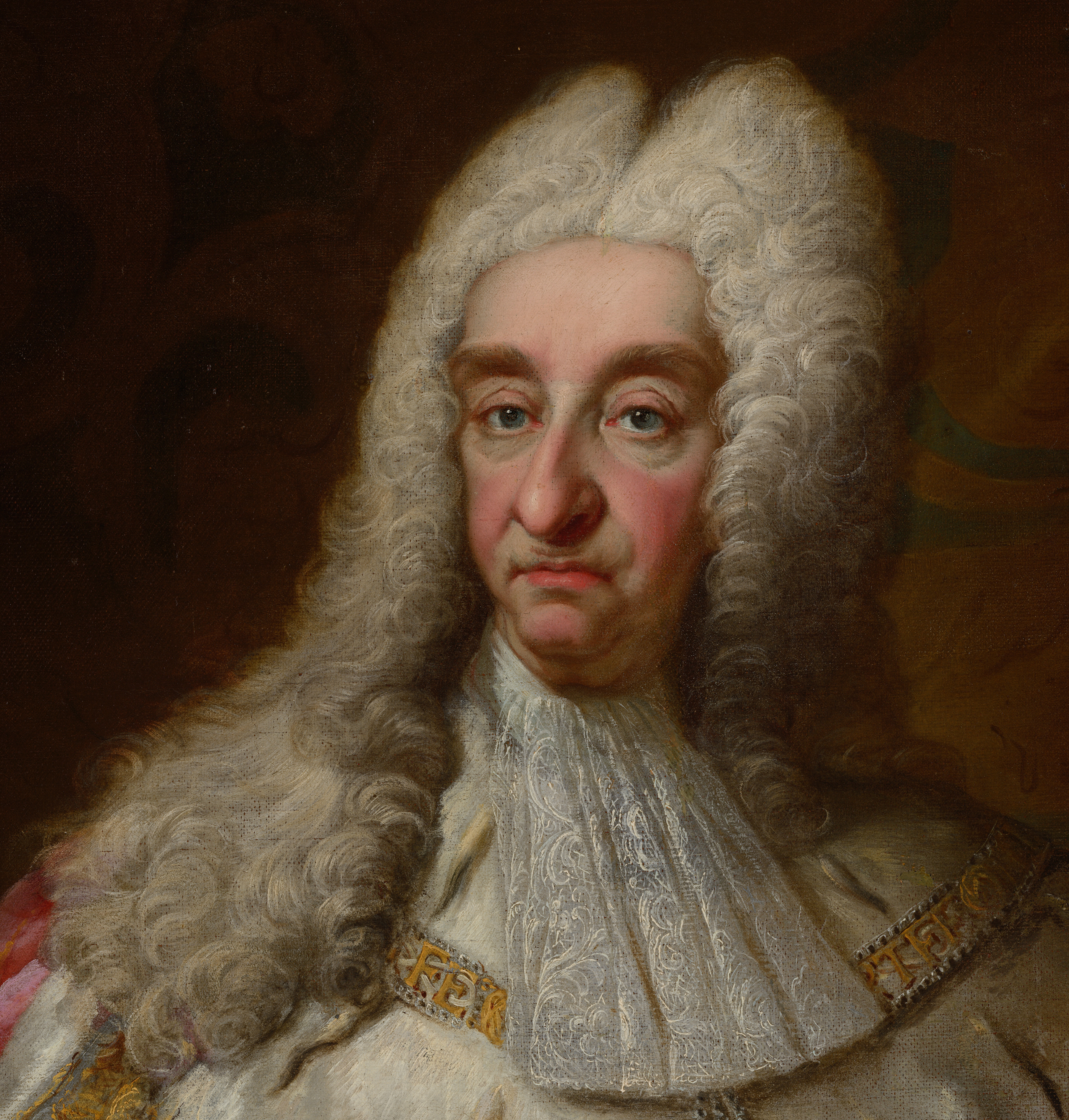
Viktor Amadeus II.

- Pontianus († 235), ab 230 Papst, nach Sardinien ins Exil geschickt, starb dort in den Minen
- Hippolyt von Rom (170 – 235), ab 217 erster Gegenpapst, mit Papst Pontianus zusammen nach Sardinien verbannt und dort in den Minen umgekommen
- Enzio von Sardinien (1224–1272), unehelicher Sohn Kaiser Friedrichs II., 1239–1249/1272 König von Sardinien
- Salvator von Horta (1520–1567), Laienbruder des Franziskanerordens, ab 1565 im Kloster Santa Maria di Gesú auf Sardinien, 1938 heiliggesprochen
- Viktor Amadeus II. (1666–1732), Herzog von Savoyen, 1713–1720 König von Sizilien, 1720–1730 erster Savoyer als König von Sardinien
- Karl Emanuel III. (1701–1773), Sohn von Viktor Amadeus II., ab 1730 König von Sardinien
- Viktor Amadeus III. (1726–1796), Sohn von Karl Emanuel III., ab 1773 König von Sardinien
- Karl Emanuel IV. (1751–1819), ältester Sohn von Viktor Amadeus III., 1796–1802 König von Sardinien
- Viktor Emanuel I. (1759–1824), dritter Sohn von Viktor Amadeus III., 1802–1821 König von Sardinien, verlegte 1806 seine Residenz nach Cagliari
- Karl Felix I. (1765–1831), fünfter Sohn von Viktor Amadeus III., 1799–1806 und 1817–1821 Statthalter von Sardinien, ab 1821 König von Sardinien
- Claudio Gabriele de Launay (1786–1850), General und Ministerpräsident im Königreich Sardinien, 1843 zum Vizekönig von Sardinien ernannt
- Karl Albert I. (1798–1849), entfernter Cousin von Karl Felix I., ab 1831 König von Sardinien
- Viktor Emanuel II. (1820–1878), Sohn von Karl Albert I., ab 1849 König von Sardinien, ab 1861 König von Italien
- Quintino Sella (1827–1884), Bergwerksingenieur, Mineraloge und Politiker.
- Max Leopold Wagner (1880–1962), Romanist und Sprachwissenschaftler
- Luigi Riva (1944–2024), italienischer Fußballspieler, spielte von 1963 bis 1976 bei US Cagliari